# Szejbuchta (wieś)
Szejbuchta (ros. Шейбухта) – wieś w Rosji, w rejonie mieżdurieczeńskim obwodu wołogodzkiego. W 2010 r. liczyła 369 mieszkańców.